# Irvin Roberson
Irvin Roberson (Estados Unidos, 23 de julio de 1935-15 de abril de 2001) fue un atleta estadounidense, especializado en la prueba de salto de longitud en la que llegó a ser subcampeón olímpico en 1960.

## Carrera deportiva
En los JJ. OO. de Roma 1960 ganó la medalla de plata en el salto de longitud, con un salto de 8.11 metros, tras su compatriota Ralph Boston que con 8.12 m batió el récord olímpico, y por delante del soviético Igor Ter-Ovanesyan (bronce con 8.04 m).